# Antonio Lupis
Antonio Lupis (Molfetta, 31 marzo 1620 – Bergamo, 1º ottobre 1700) è stato uno scrittore italiano.

## Biografia
Antonio Lupis, alla fonte Nicola Antonio Corrado, nacque a Molfetta da Ottavio Lupis (figlio di Johanne Lorenzo Lupis e Giulia Barbara de Luca) e da Giacoma de Tucio (figlia di Nicol'Antonio de Tucio e Faustina di Giacomo Filioli). Quarto di quindici figli, nel 1651 si trasferì a Venezia, città nella quale si svolse principalmente la sua attività letteraria. Il testamento di sua madre, datato 31 ottobre 1652, lo indica come "suddiacono". Il nobile Giovanni Francesco Loredano attesta in una sua lettera ch'egli era un "Sacerdote di non ordinaria espettatione".
Fu scrittore assai prolifico, specialmente per la sua epoca, e pubblicò numerosi romanzi storici, che incontrarono un rilevante successo presso il pubblico. La Marchesa d'Hunsley, ad esempio, all'inizio del Settecento, alla sua morte, aveva già avuto diciotto ristampe, e sarebbe stata ristampata ancora nel 1723. Ridotta in dramma dal poeta Francesco Petrobelli di Bari, venne anche rappresentata per oltre un secolo nel teatri italiani, con buon successo.
In alcune delle sue opere si dedicò a riflessioni moralistiche, in altre celebrò personalità della cultura veneziana, come nella Vita di Giovanni Francesco Loredano, Senator Veneto, dedicata ad uno degli esponenti più noti localmente dell'Accademia degli Incogniti, della quale fu anch'egli membro, o ne Il plico, in cui tratteggiò un encomio del pittore bergamasco Evaristo Baschenis che ebbe modo di conoscere personalmente, divenendone amico.
Per testamento del 12 aprile 1700 e codicillo del successivo 1º ottobre 1700, rogati per gli atti del notaio Andrea Baglioni di Bergamo (Archivio di Stato di Bergamo, Fondo Notarile, notaio A. Baglioni, filza 6965, volume 39), aperti, pubblicati e decretati in data 11 dicembre (forse, giorno del suo decesso) del medesimo anno, egli dispose eredi universali le sorelle Lavinia e Giulia.

## Opere
- La Faustina , Venezia, 1660;
- Il postiglione overo lettere di Antonio Lupis , Venezia, 1662;
- Vita di Gio. Francesco Loredano senator Veneto, Venezia, 1663;
- Scene della penna , Venezia, 1664;
- Teatro aperto , Venezia, 1664;
- La valige smarrita, Venezia, 1666;
- Mastro di casa uniuersal della Corte. Sotto titolo di Luigi Fedele, Venezia, 1666;
- L'Annibale, Bergamo, 1666;
- Il conte Francesco Martinengo nelle guerre della Provenza, et altre attioni militari , Bergamo, 1668;
- Il serafino di Cantalice overo Vita del b. Felice cappuccino, Milano, 1672;
- Fantasme dell'ingegno, Milano, 1673;
- La Patria trionfante , ante 1675;
- Il Prencipe eremita , ante 1675;
- L'apostolo della Valtellina , ante 1675;
- L'uomo di Corte , ante 1675;
- Specchio della Settimana Santa , ante 1675;
- Istoria dei Principi di Massa , ante 1675;
- Il corriere, ante 1675;
- Il plico - Milano, 1675;
- Il meriggio della gratia, Milano, 1675;
- Gli eroi dell'Insubria overo le celesti meraviglie del Gran Santuario, & insigne Monastero di Meda, nella vita dei Santi Aimo, e Vermondo Corii, nobili milanesi, Bergamo, 1676;
- L'hore pretiose della villa, impiegate nelle memorie più insigni della Motta , Venezia, 1677;
- La marchesa d'Hunsleij, ovvero l'amazone scozzese , Venezia, 1677. Quest'opera tra fine Seicento e primi del Settecento (lo storico molfettese M. Romano riferisce nel 1703) fu adattata in versi (per una rappresentazione scenica) dal poeta Francesco Petrobelli «nobile Bergamasco, Accademico Pigro e Coraggioso di Bari»;
- Il Democrito, ante 1679;
- Il chiaro scuro di pittura morale, Venezia, 1679;
- Lagrime del Pentimento, ante 1680;
- Dispaccio di Mercurio spedito da Antonio Lupis, Venezia, 1682;
- L'enormità convertita, Venezia, 1683;
- La donna forte descritta da Antonio Lupis, Venezia, 1684;
- La Clelia, ante 1685;
- La Segretaria morale , Venezia, 1687;
- Crema glorificata nella prodigiosa apparitione della Beatissima Vergine, ante 1689;
- L'eroina veneta, overo la vita di Elena Lucretia Cornara Piscopia , Venezia, 1689;
- Il Gerione diviso in tre' capi - Ovationi sagre, Eroiche e Funebri , Venezia, 1689;
- I mostri dell'huomo , Venezia, 1689;
- Pallade su le poste , Venezia, 1691;
- L'Amazona della Fede, nella vita della Vergine & Martyre Maria Romana, sotto Valeriano Imperatore , Milano, 1692;
- L'huomo apostolico: descritto nella vita de Gran Servo di Dio fra Giuseppe della Leonessa, Milano, 1693;
- Il nuovo Zodiaco figurato nei segni della vera sapienza , Venezia, 1697;
- Il gedeone evangelico nella vita del gran Servo di Dio F(ra) Teodosio de Conti Foresti, 1697;
- La curiosità in viaggio , Venezia, 1697;
- La stravaganza della Fortuna - Volume 2, Venezia, 1697;
- I sagri trionfi eretti dalla pia magnificenza di Alzano Maggiore alla solennissima translatione de Santi Martiri Bonifacio e Felicità, Bergamo, 1700;
- La fortuna, ombreggiata, e socciata con l'honestà, e col valore: opera nova ..., ritrovata nel gabinetto del medemo Autore doppo la sua morte, Venezia, 1703.

Conosciamo, inoltre, l'esistenza di altri lavori (pronti tra il 1679 e il 1680, ma non ancora pubblicati nel 1697): Il sonno del Savio; Il cannocchiale; La botte di Diogene; Il testamento della virtù.
La Biblioteca Civica Queriniana di Brescia conserva, tuttora, il manoscritto di un altro lavoro inedito: Fatti istorici della casa Martinenga, 1697.
È certa, inoltre, l'esistenza di una serie di Elogi della famiglia Cybo (s.d.) e di una traduzione riguardante I treni del profeta Geremia.